# McLaren MCL39
Der McLaren MCL39 ist der Formel-1-Rennwagen von McLaren für die Formel-1-Weltmeisterschaft 2025. Er wird von Lando Norris und Oscar Piastri gefahren.

## Technik und Entwicklung
Wie alle Formel-1-Fahrzeuge des Jahres 2025 ist der McLaren MCL39 ein hinterradangetriebener Monoposto mit einem Monocoque aus kohlenstofffaserverstärktem Kunststoff (CFK). Außer dem Monocoque bestehen auch viele weitere Teile des Fahrzeugs, darunter die Karosserieteile und das Lenkrad, aus CFK. Auch die Bremsscheiben sind aus einem mit Kohlenstofffasern verstärkten Verbundwerkstoff.
Der MCL39 ist das Nachfolgemodell des McLaren MCL38.
Angetrieben wird der MCL39 von einem 1,6-Liter-V6-Motor von Mercedes in der Fahrzeugmitte mit Turbolader sowie einem 120 kW starken Elektromotor; es ist also ein Hybridelektrokraftfahrzeug. Die Kraft überträgt ein sequentielles, mit Schaltwippen betätigtes Achtganggetriebe. Das Fahrzeug hat nur zwei Pedale, ein Gaspedal (rechts) und ein Bremspedal (links). Genau wie viele andere Funktionen wird die Kupplung, die nur beim Anfahren aus dem Stand gebraucht wird, über einen Hebel am Lenkrad bedient.
Das Fahrzeug ist 2000 mm breit, 970 mm hoch und mehr als 5000 mm lang. Das Gewicht beträgt seit diesem Jahr einschließlich Fahrer 800 kg. Der Wagen hat 305 mm breite Vorderreifen und 405 mm breite Hinterreifen des Einheitslieferanten Pirelli auf 18-Zoll-Rädern.
Der MCL39 verfügt, wie alle Formel-1-Fahrzeuge seit 2011, über ein Drag Reduction System (DRS), das durch Flachstellen eines Teils des Heckflügels den Luftwiderstand des Fahrzeugs auf den Geraden verringert, wenn es eingesetzt werden darf. Auch das DRS wird mit einem Schalter am Lenkrad des Wagens aktiviert.
Der MCL39 ist mit dem Halo-System ausgestattet, das einen zusätzlichen Schutz für den Kopf des Fahrers bietet.

## Lackierung und Sponsoring
Der MCL39 trug bei den Dreharbeiten vor der Saison ein einmaliges geometrisches Tarnmuster in den typischen Farben Papaya-Orange und Schwarz. Die eigentliche Saisonlackierung wurde erst später, beim F1 75 Live Event, präsentiert und ist im Wesentlichen identisch mit der des Vorgängers MCL38.
Für den Großen Preis von Monaco und Großen Preis von Spanien wurde eine spezielle Lackierung verwendet, die vom McLaren M7A inspiriert war – dem Auto, das erstmals die Papaya-Lackierung von McLaren trug. Für den Großen Preis von Großbritannien enthüllte McLaren bei seinem McLaren Racing Live Event am 2. Juni 2025 in London eine neue, chrom- und papayafarbene Lackierung. Diese ist inspiriert von der Partnerschaft mit Chrome und wird vom Team als Legacy at Speed bezeichnet. Es ist bereits das dritte Mal in drei Saisons, dass McLaren sich für einen chrombasierten Look entschieden hat.
Auf dem Fahrzeug werben neben Chrome auch Cisco, Dell, DP World, Estrella Galicia, Jack Daniel’s, Mastercard, Richard Mille und Workday.

## Ergebnisse

### Vereinfachte Darstellung
| Fahrer                          | Nr.                             | 1 | 2  | 3 | 4 | 5 | 6  | 7 | 8 | 9 | 10  | 11 | 12 | 13 | 14 | 15 | 16 | 17 | 18 | 19 | 20 | 21 | 22 | 23 | 24 | Punkte | Rang |
| ------------------------------- | ------------------------------- | - | -- | - | - | - | -- | - | - | - | --- | -- | -- | -- | -- | -- | -- | -- | -- | -- | -- | -- | -- | -- | -- | ------ | ---- |
| Formel-1-Weltmeisterschaft 2025 | Formel-1-Weltmeisterschaft 2025 |   |    |   |   |   |    |   |   |   |     |    |    |    |    |    |    |    |    |    |    |    |    |    |    | 559    | 1.   |
| L. Norris                       | 04                              | 1 | 28 | 2 | 3 | 4 | 21 | 2 | 1 | 2 | DNF | 1  | 1  | 23 | 1  |    |    |    |    |    |    |    |    |    |    | 559    | 1.   |
| O. Piastri                      | 081                             | 9 | 12 | 3 | 1 | 1 | 12 | 3 | 3 | 1 | 4   | 2  | 2  | 12 | 2  |    |    |    |    |    |    |    |    |    |    | 559    | 1.   |

| Legende  | Legende            | Legende                                                          |
| Farbe    | Abkürzung          | Bedeutung                                                        |
| -------- | ------------------ | ---------------------------------------------------------------- |
| Gold     | –                  | Sieg                                                             |
| Silber   | –                  | 2. Platz                                                         |
| Bronze   | –                  | 3. Platz                                                         |
| Grün     | –                  | Platzierung in den Punkten                                       |
| Blau     | –                  | Klassifiziert außerhalb der Punkteränge                          |
| Violett  | DNF                | Rennen nicht beendet (did not finish)                            |
| Violett  | NC                 | nicht klassifiziert (not classified)                             |
| Rot      | DNQ                | nicht qualifiziert (did not qualify)                             |
| Rot      | DNPQ               | in Vorqualifikation gescheitert (did not pre-qualify)            |
| Schwarz  | DSQ                | disqualifiziert (disqualified)                                   |
| Weiß     | DNS                | nicht am Start (did not start)                                   |
| Weiß     | WD                 | zurückgezogen (withdrawn)                                        |
| Hellblau | PO                 | nur am Training teilgenommen (practiced only)                    |
| Hellblau | TD                 | Freitags-Testfahrer (test driver)                                |
| ohne     | DNP                | nicht am Training teilgenommen (did not practice)                |
| ohne     | INJ                | verletzt oder krank (injured)                                    |
| ohne     | EX                 | ausgeschlossen (excluded)                                        |
| ohne     | DNA                | nicht erschienen (did not arrive)                                |
| ohne     | C                  | Rennen abgesagt (cancelled)                                      |
| ohne     | keine WM-Teilnahme |                                                                  |
| sonstige | P/fett             | Pole-Position                                                    |
| sonstige | 1/2/3/4/5/6/7/8    | Punktplatzierung im Sprint-/Qualifikationsrennen                 |
| sonstige | SR/kursiv          | Schnellste Rennrunde                                             |
| sonstige | *                  | nicht im Ziel, aufgrund der zurückgelegten Distanz aber gewertet |
| sonstige | ()                 | Streichresultate                                                 |
| sonstige | unterstrichen      | Führender in der Gesamtwertung                                   |

### Detaillierte Darstellung inkl. Sprintrennen (SPR) und Hauptrennen (HAU)
| Pos                             | Fahrer     | Nr. | 1   | 2   | 2   | 3   | 4   | 5   | 6   | 6   | 7   | 8 | 9 | 10  | 11 | 12 | 13 | 13 | 14 | 15 | 16 | 17 | 18 | 19 | 19 | 20 | 21 | 21 | 22 | 23 | 23 | 24 | Punkte |
| ------------------------------- | ---------- | --- | --- | --- | --- | --- | --- | --- | --- | --- | --- | - | - | --- | -- | -- | -- | -- | -- | -- | -- | -- | -- | -- | -- | -- | -- | -- | -- | -- | -- | -- | ------ |
| Formel-1 Weltmeisterschaft 2025 |            |     |     |     |     |     |     |     |     |     |     |   |   |     |    |    |    |    |    |    |    |    |    |    |    |    |    |    |    |    |    |    |        |
| SPR                             | HAU        | SPR | HAU | SPR | HAU | SPR | HAU | SPR | HAU | SPR | HAU |   |   |     |    |    |    |    |    |    |    |    |    |    |    |    |    |    |    |    |    |    |        |
| 2.                              | L. Norris  | 4   | 1   | 8   | 2   | 2   | 3   | 4   | 1   | 2   | 2   | 1 | 2 | DNF | 1  | 1  | 3  | 2  | 1  |    |    |    |    |    |    |    |    |    |    |    |    |    | 275    |
| 1.                              | O. Piastri | 81  | 9   | 2   | 1   | 3   | 1   | 1   | 2   | 1   | 3   | 3 | 1 | 4   | 2  | 2  | 2  | 1  | 2  |    |    |    |    |    |    |    |    |    |    |    |    |    | 284    |

| Legende  | Legende            | Legende                                                          |
| Farbe    | Abkürzung          | Bedeutung                                                        |
| -------- | ------------------ | ---------------------------------------------------------------- |
| Gold     | –                  | Sieg                                                             |
| Silber   | –                  | 2. Platz                                                         |
| Bronze   | –                  | 3. Platz                                                         |
| Grün     | –                  | Platzierung in den Punkten                                       |
| Blau     | –                  | Klassifiziert außerhalb der Punkteränge                          |
| Violett  | DNF                | Rennen nicht beendet (did not finish)                            |
| Violett  | NC                 | nicht klassifiziert (not classified)                             |
| Rot      | DNQ                | nicht qualifiziert (did not qualify)                             |
| Rot      | DNPQ               | in Vorqualifikation gescheitert (did not pre-qualify)            |
| Schwarz  | DSQ                | disqualifiziert (disqualified)                                   |
| Weiß     | DNS                | nicht am Start (did not start)                                   |
| Weiß     | WD                 | zurückgezogen (withdrawn)                                        |
| Hellblau | PO                 | nur am Training teilgenommen (practiced only)                    |
| Hellblau | TD                 | Freitags-Testfahrer (test driver)                                |
| ohne     | DNP                | nicht am Training teilgenommen (did not practice)                |
| ohne     | INJ                | verletzt oder krank (injured)                                    |
| ohne     | EX                 | ausgeschlossen (excluded)                                        |
| ohne     | DNA                | nicht erschienen (did not arrive)                                |
| ohne     | C                  | Rennen abgesagt (cancelled)                                      |
| ohne     | keine WM-Teilnahme |                                                                  |
| sonstige | P/fett             | Pole-Position                                                    |
| sonstige | 1/2/3/4/5/6/7/8    | Punktplatzierung im Sprint-/Qualifikationsrennen                 |
| sonstige | SR/kursiv          | Schnellste Rennrunde                                             |
| sonstige | *                  | nicht im Ziel, aufgrund der zurückgelegten Distanz aber gewertet |
| sonstige | ()                 | Streichresultate                                                 |
| sonstige | unterstrichen      | Führender in der Gesamtwertung                                   |